# Caladenia bryceana
Caladenia bryceana é uma espécie de orquídea geófita, família Orchidaceae, do sudoeste da Austrália,  onde cresce em grupos esparsos ou ocasionalmente grandes colônias, em bosques, ou locais de vegetação arbustiva,  charnecas, e afloramentos de granito, em áreas de solo bem drenado mas ocasionalmente em áreas sazonalmente alagadiças.
São plantas com uma única folha basal pubescente com marcas proeminentes púrpura perto da base, e uma inflorescência rija, fina e densamente pubescente, com uma ou poucas flores, que vagamente lembram uma aranha, muito estreitas, caudadas, e bem esparramadas, normalmente pendentes. Em conjunto formam grupo bem vistoso quando sua floração é estimulada por incêndios de verão.
Pertence a um grupo de quatro espécies, tratadas por David Jones como Alliance Dwarf Jester Orchid do gênero Arachnorchis, que distingue-se dos outros grupos de Caladenia por apresentar diferente tipo de pubescência nas folhas e inflorescências, por suas flores grandes, de sépalas e pétalas atenuadas, de extremidades truncadas ou curtamente acuminadas; e labelo pendurado firmemente, sem dentes marginais, ou com dentes curtos; e osmóforos especializados.

## Publicação e sinônimos
- Caladenia bryceana R.S.Rogers, Trans. & Proc. Roy. Soc. South Australia 38: 359 (1914).

Sinônimos homotípicos:
- Arachnorchis bryceana (R.S.Rogers) D.L.Jones & M.A.Clem., Orchadian 13: 393 (2001).
- Phlebochilus bryceanus (R.S.Rogers) Szlach., Polish Bot. J. 46: 14 (2001).

Subespécies:
- Caladenia bryceana subsp. bryceana.
- Caladenia bryceana subsp. cracens Hopper & A.P.Br., Nuytsia 14: 197 (2001).

Sinônimos homotípicos:
- Arachnorchis bryceana subsp. cracens (Hopper & A.P.Br.) D.L.Jones & M.A.Clem., Orchadian 13: 451 (2002).
- Phlebochilus bryceanus subsp. cracens (Hopper & A.P.Br.) Szlach. & Rutk., Richardiana 3: 99 (2003).